# Epeolus ilicis
Epeolus ilicis är en biart som beskrevs av Mitchell 1962. Epeolus ilicis ingår i släktet filtbin, och familjen långtungebin. Inga underarter finns listade i Catalogue of Life.